# Yann Clairay

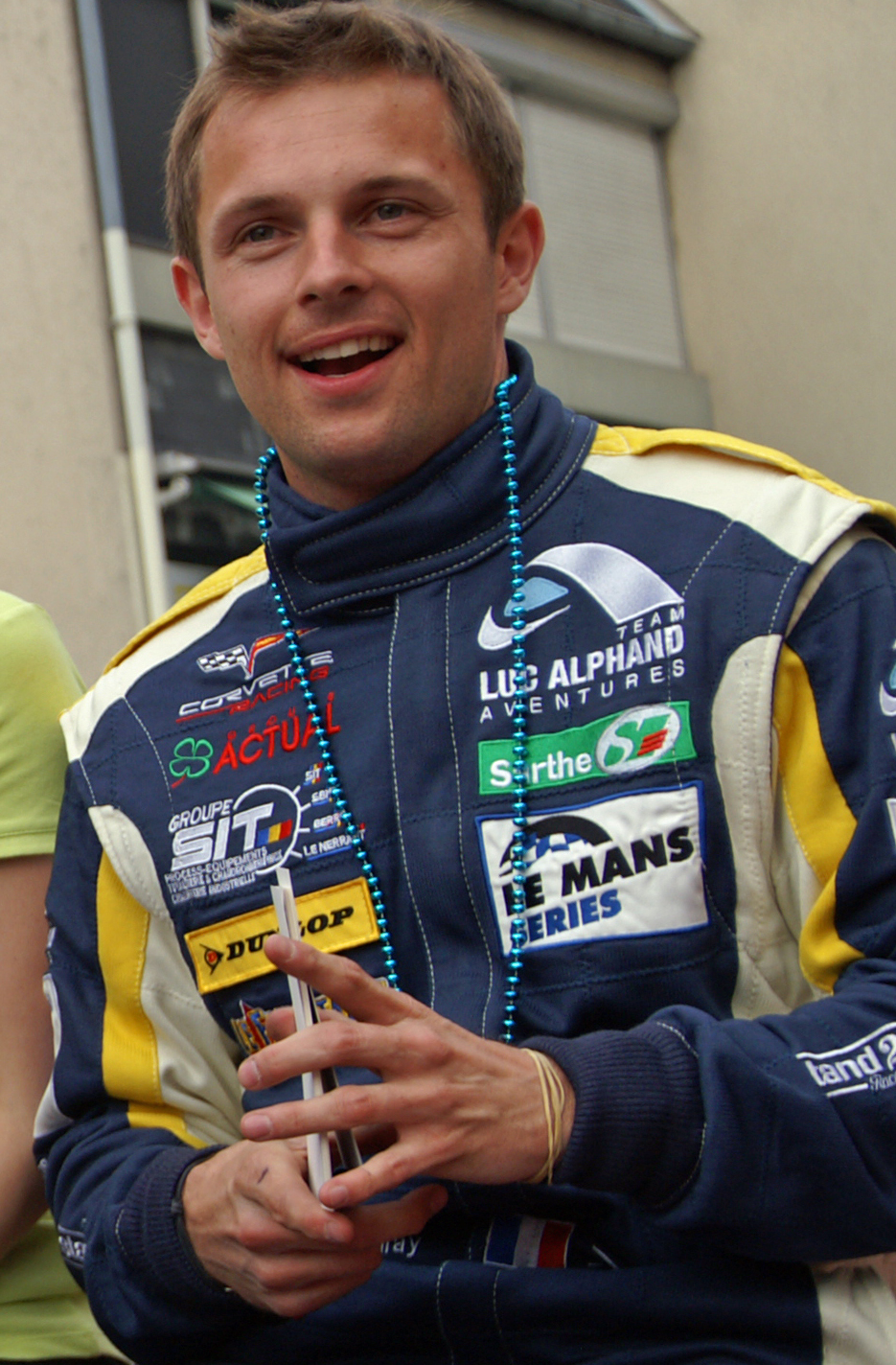
Yann Clairay 2009 in Le Mans

Yann Clairay (* 2. Dezember 1983 in Laval) ist ein ehemaliger französischer Automobilrennfahrer.

## Karriere

### Im Formelsport
2002 begann Clairay seine Karriere in der französischen Formel Renault, in der er insgesamt drei Saisons aktiv war. Seine beste Gesamtplatzierung erreichte Clairay 2004, als er mit zwei Siegen Vizemeister wurde. Außerdem startete Clairay bei einigen Rennen des Formel Renault 2.0 Eurocup, in dem er auch in der nächsten Saison an den Start ging. 2005 wurde Clairay mit drei Siegen Dritter in der Gesamtwertung. In den Saisons 2004 und 2005 fuhr Clairay für SG Formula. 2006 zwei Rennen im Formel Renault 2.0 Eurocup  an den Start. 2007 wechselte Clairay in die Formel-3-Euroserie zu Signature-Plus und wurde in der Gesamtwertung Zwölfter. In der darauf folgenden Saison wechselte Clairay zurück zu SG Formula. Clairay kam zweimal als Zweiter ins Ziel und wurde Neunter in der Gesamtwertung.

### Im Sportwagen
Parallel zu einem Engagement in der Formel Renault knüpfte er Kontakte zum ehemaligen Formel-1-Rennfahrer Paul Belmondo, für dessen Team er 2003 beim 24-Stunden-Rennen von Spa-Francorchamps antrat. Der Lauf zur FIA-GT-Meisterschaft beendete Clairay, Belmondo, Emmanuel Clérico und Pierre-Yves Corthals in der Chrysler Viper GTS-R auf dem sechsten Gesamtrang und auf dem Podium der GT-Klasse. Nach einem Jahr pause fuhr Clairay 2005 erneut eine Viper für Paul Belomondo Racing. Das 1000-km-Rennen in Silverstone der Le Mans Endurance Series war indes weniger Erfolgreich. Zwar beendete Clairay den Lauf, aber mit technischen Problem lediglich im hinteren Mittelfeld. Trotzdem erhielt er beim folgenden Meisterschaftslauf am Nürburgring die Gelegenheit einen Le-Mans-Prototypen zu steuern. Er, Belmondo und Didier André beendeten das Rennen auf dem Podium der LMP2. Beim letzten Meisterschaftslauf in Istanbul musste Clairay das Cockpit zugunsten des Lokalmadatoren Cemil Cipa räumen. Dennoch erhielt er für die Saison 2006 der nun Le Mans Series genannten Serie einen Vertrag bei Paul Belmondo. Zunächst begann das Jahr aussichtsreich. Beim wegen Treibstoff verkürzten Lauf in Istanbul beendete das Trio Andre, Claire und Belmondo auf dem vierten Platz der LMP2-Kategorie. Danach fiel der Wagen beim 1000-km-Rennen von Spa-Francorchamps aus. Beim nicht zur Meisterschaft gehörenden 24-Stunden-Rennen von Le Mans platzte Clairay beim Anfahrt der Indenapolis-Kurve der Reifen, drehte sich und schlug dabei in die Streckenbegrenzung ein, bekam kurz darauf Unterluft und zirkulierte an der Leitplanke entlang. Er entstieg dem zu brennen beginnenden Fahrzeug danach aus eigener Kraft. Zusätzlich zu dem Ereignis war das Team in eine finanzielle Schieflage geraten, so dass der unverletzte Clairay am Nürburgring nicht fahren konnte. Bei den folgen zwei Rennen war Clairays Einsatzfahrzeug überhaupt nicht mehr gemeldet und am Jahresende stellte das Team den Rennbetrieb in der Serie komplett ein.
2007 und 2008 konzentrierte er sich daher wieder auf den Formelsport und kehrte erst 2009 in die Le Mans Series zurück. Clairay erhielt einen Vertrag bei Teameigner und Fahrer Luc Alphand. Mit dem er und Patrice Goueslard sich die Chevrolet Corvette C6.R des Teams streckenweise teilen sollte. Bis zum Jahresende beendete das Team zwei der fünf Rennen als Sieger der GT1-Kategorie und sicherte sich sowohl den Team- als auch den Fahrertitel der GT1. Zudem trat er mit Julien Jousse und Xavier Maassen zum zweiten Mal in Le Mans an und beendete den Lauf hinter der Corvette-Werksteam auf dem zweiten Platz der GT1-Kategorie.

## Statistik

### Karrierestationen
- 2002: Französische Formel Renault (Platz 18)
- 2003: Französische Formel Renault (Platz 21)
- 2004: Französische Formel Renault (Platz 2), Formel Renault 2.0 Eurocup (Platz 10)
- 2005: Formel Renault 2.0 Eurocup (Platz 3)
- 2006: Le Mans Series LMP2 (Platz 16)
- 2007: Formel-3-Euroserie (Platz 12)
- 2008: Formel-3-Euroserie (Platz 9)
- 2009: Le Mans Series GT1 (Meister)

### Le-Mans-Ergebnisse
| Jahr | Team                  | Fahrzeug                | Teamkollege   | Teamkollege         | Platzierung | Ausfallgrund |
| ---- | --------------------- | ----------------------- | ------------- | ------------------- | ----------- | ------------ |
| 2006 | Paul Belmondo Racing  | Courage C65             | Didier André  | Jean-Bernard Bouvet | Ausfall     | Unfall       |
| 2009 | Luc Alphand Aventures | Chevrolet Corvette C6.R | Julien Jousse | Xavier Maassen      | Rang 16     |              |

### Sebring-Ergebnisse
| Jahr | Team                   | Fahrzeug       | Teamkollege  | Teamkollege   | Platzierung | Ausfallgrund |
| ---- | ---------------------- | -------------- | ------------ | ------------- | ----------- | ------------ |
| 2021 | Sean Creech Motorsport | Ligier JS P320 | João Barbosa | Lance Willsey | Rang 17     |              |